# Mohawk (motorfiets)
Mohawk is een historisch motorfietsmerk.
De bedrijfsnaam was: Mohawk Motor & Cycle Co. Ltd., Chalk Farm, London, later Hornsey, London.
Mohawk was een Engels merk dat in 1903 en 1904 2½- en 3 pk modellen bouwde.
Nadat de productie in eerste instantie vrij snel weer werd beëindigd kwamen er in 1922 modellen met 269cc-Villiers-, 293cc-JAP- en 492cc-Abingdon-motoren. Er was ook een Mohawk met de 154cc-Economic-tweetaktboxer en op het laatst bouwde men alleen nog Villiers- en JAP-motoren in.
Onder de merknaam Young werden er 269cc-clip-on motoren gemaakt die boven het achterwiel van een fiets gemonteerd werden. In 1923 kwam er een 130cc-versie, waarvan de productie echter naar Waltham Engineering, eveneens in Londen, overging. De productie van alle Mohawk-motorfietsen werd in 1925 definitief beëindigd.